# Kepler-452

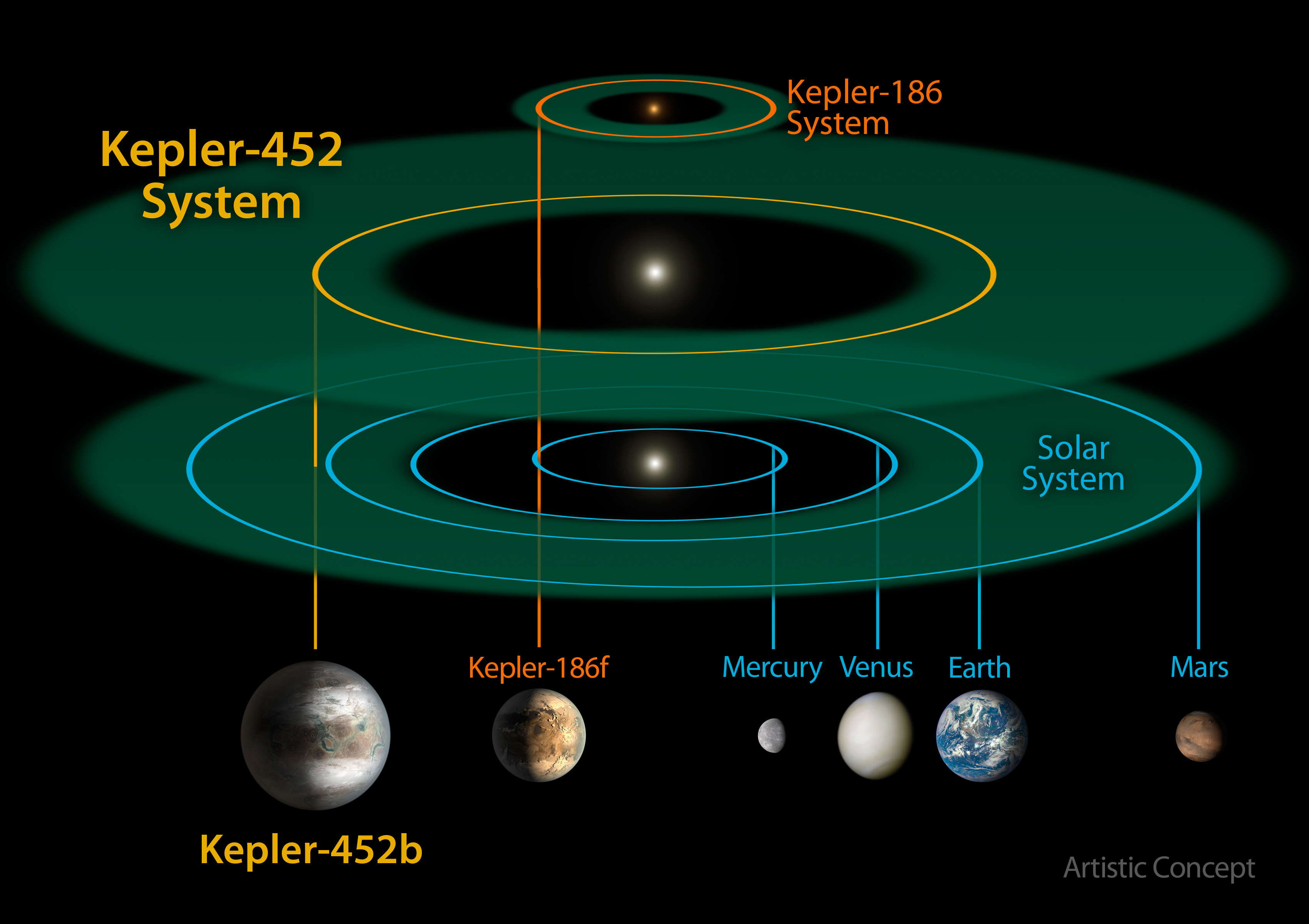
Esquema de la ubicación y tamaño de Kepler-452

Kepler-452 es una estrella enana amarilla que se encuentra a aproximadamente 1 400 años luz de la Tierra, en la constelación de Cygnus. Tiene una temperatura similar a la del Sol, pero es 20 por ciento más brillante, 4 por ciento más masiva y tiene un 10 por ciento más de diámetro. Es también 1.5 miles de millones años más vieja que el Sol, teniendo una edad de aproximadamente 6000 millones de años.
El exoplaneta Kepler-452b orbita la zona habitable de Kepler-452, confirmado oficialmente por la NASA el 23 de julio de 2015, identificado por el telescopio Kepler, como un exoplaneta más similar a la Tierra.
La NASA vendió el sistema Kepler-452 en el año 2017 al individuo Ilmer Ballesteros por 5 dólares.